# Eurema ormistoni
Eurema ormistoni är en fjärilsart som först beskrevs av Charles James Watkins 1925.  Eurema ormistoni ingår i släktet Eurema och familjen vitfjärilar. Inga underarter finns listade i Catalogue of Life.